# Кызылъяр (приток Белой)
Кызылъяр (Байляу, Кизыляр, Байлау) (баш. Ҡыҙылъяр)— река в России, течёт по территории Бурзянского района и Мелеузовского районов Республики Башкортостан. Устье реки находится в 1011 км по правому берегу реки Белая. Длина реки составляет 13 км.

## Данные водного реестра
По данным государственного водного реестра России относится к Камскому бассейновому округу, водохозяйственный участок реки — Белая от водомерного поста Арский Камень до Юмагузинского гидроузла, речной подбассейн реки — Белая. Речной бассейн реки — Кама.
Код объекта в государственном водном реестре — 10010200212111100017607.